# Truxton
Pour l’article homonyme, voir Truxton (homonymie).
Truxton, appelé Tatsujin (タツジン, « Maître ») au Japon, est un jeu vidéo de type shoot them up développé par Toaplan, sorti en 1988 sur borne d'arcade. Il a été adapté sur Mega Drive en 1989 et sur PC Engine en 1992.
L'action du jeu prend place quelque part dans l'espace : une armada de « Gidans », menée par le diabolique « Dogurava », envahit la planète « Borogo » à bord de cinq astéroïdes gargantuesques. Après avoir survécu à une attaque, un pilote entre dans un avion de combat et défie les « Gidans » dans une tentative désespérée pour réprimer l'invasion extraterrestre.
Il a eu une suite en 1992, Truxton II, sorti sur Arcade.

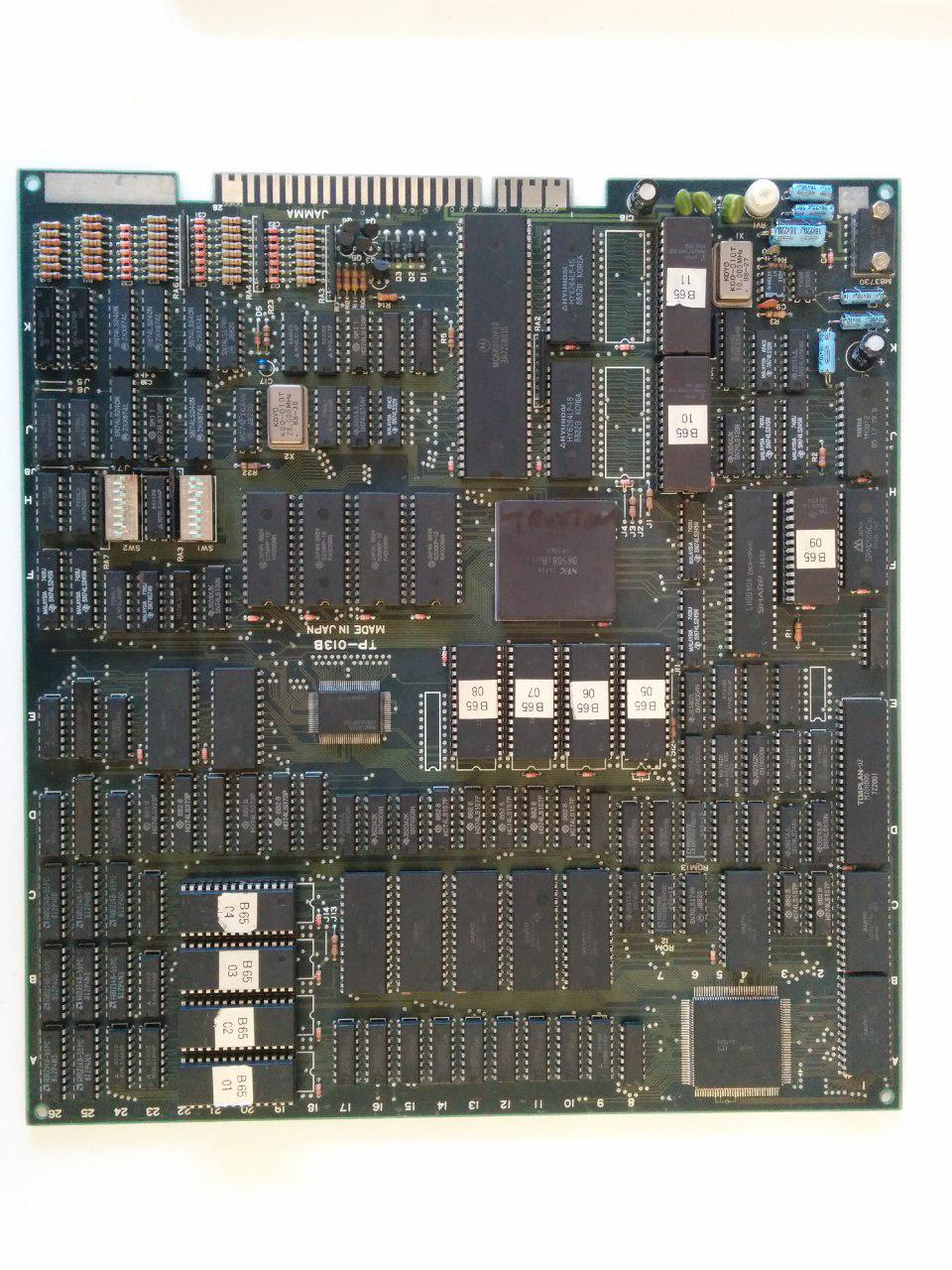
Carte JAMMA du jeu d'arcade TRUXTON de Taito 1988

## Système de jeu
Truxton met en scène un vaisseau unique pouvant alterner entre trois types d'arme et des bombes.
- l'arme « rouge » est l'arme présente au début du jeu. Elle envoie des projectiles rouges d'une puissance moyenne avec une propagation moyenne. C'est l'arme la plus équilibrée du jeu.
- l'arme « verte » envoie des faisceaux laser verts d'une puissance importante mais avec une propagation latérale faible. Il est possible également de concentrer le tir en laissant son doigt sur le bouton pour infliger aux ennemis des dégâts plus importants.
- l'arme « bleue », la plus spectaculaire visuellement, produit des rayons lasers continus qui viennent se fixer sur les ennemis. Elle a une très bonne couverture de l'écran, mais c'est l'arme la plus faible.
Pour passer d'une arme à l'autre, il faut capturer des « capsules » de couleur. Chaque arme a 3 niveaux de puissance.
Des « capsules bonus » peuvent être récupérées tout au long de la partie :
- les capsules « S » augmentent la vitesse de déplacement du vaisseau jusqu'à un maximum de 4, après quoi chaque prise augmente le score de 5 000 points.
- les capsules « B » procure au joueur une bombe supplémentaire. Les bombes qui peuvent être larguées pour engendrer de gros dommages sur les ennemis qui se trouvent à proximité. Au début du jeu, le joueur dispose de 3 bombes. On notera que dans la version Mega Drive, les bombes causent des dommages sur tous les ennemis se trouvant à l'écran.
- les capsules « P » augmente la puissance des armes. Pour améliorer les armes d'un niveau sur les trois disponibles il faut attraper 5 capsules « P ».
- les capsules « 1UP » offrent une vie supplémentaire.